# Kongenery (napoje)
W przemyśle alkoholowym kongenery to substancje powstające podczas fermentacji, inne niż oczekiwany alkohol etylowy. Do tych substancji zaliczają się takie substancje chemiczne jak: metanol i inne alkohole (znane jako niedogon), aceton, estry, taniny, aldehyd octowy, furfural i inne aldehydy. Kongenery odpowiedzialne są w większości za smak i aromat destylowanych napojów alkoholowych, jak i smak napojów niedestylowanych. Uważa się, że te substancje mogą być przyczyną kaca, ale nie jest to w pełni wyjaśnione. Brandy, rum, bourbon, tequila, koniak i czerwone wino mają większą zawartość kongenerów niż wódka, gin, białe wino czy piwo. Whisky wykazuje pośrednia ilość kongenerów. Ilość kongenerów w finalnym trunku zależy od fermentacji oraz destylacji.
Kongenery są podstawą analizy alkoholowo-kongenerowej, wchodzącej w zakres toksykologii sądowej, której celem jest ustalenie spożywanego alkoholu.